# Закон о лже-медиумах
Закон о лже-медиумах — закон в Великобритании (за исключением Северной Ирландии) 1951 года.
Согласно этому закону, любому парапсихологу, медиуму, или другому спиритуалисту, запрещено вести свою деятельность с помощью обмана и зарабатывать деньги с помощью обмана (кроме как в целях развлечения). Этот закон пришел на смену Закону о Колдовстве и, в свою очередь, был отменён 26 мая 2008 года
из-за вступления в силу нового закона о защите прав потребителей от недобросовестной торговли.
Согласно указанному акту в период с 1980 по 1995 годы в результате судебных процессов было выдвинуто лишь пять обвинений.